# Mišel Žerak
Mišel Žerak (31 agosto 1992) è un ex sciatore alpino sloveno.

## Biografia
Attivo in gare FIS dal novembre del 2007, Žerak ha debuttato in Coppa Europa l'11 febbraio 2011 a Monte Pora in slalom gigante e in Coppa del Mondo l'11 marzo 2012 a Kranjska Gora in slalom speciale, in entrambi i casi senza portare a termine la gara. Ai Mondiali di Schladming 2013, sua unica presenza iridata, non ha completato lo slalom gigante.
Il 19 febbraio 2016 ha colto a Chamonix in combinata il suo miglior piazzamento in Coppa del Mondo (44º) e il 5 marzo successivo ha disputato a Kranjska Gora in slalom gigante la sua ultima gara nel circuito, che non ha completato; si è ritirato al termine di quella stessa stagione 2015-2016 e la sua ultima gara in carriera è stata una discesa libera FIS disputata il 3 aprile a Krvavec, chiusa da Žerak al 9º posto.

## Palmarès

### Mondiali juniores
- 1 medaglia:
  - 1 oro (gara a squadre a Roccaraso 2012)

### Coppa Europa
- Miglior piazzamento in classifica generale: 146º nel 2012

### Campionati sloveni
- 4 medaglie:
  - 2 ori (slalom gigante nel 2013; supercombinata nel 2014)
  - 1 argento (supergigante nel 2014)
  - 1 bronzo (slalom gigante nel 2015)